# Latinská rčení, D
V tomto článku jsou uvedena některá známá latinská rčení, začínající písmenem D.
Latina měla na evropskou kulturu hluboký a dlouho trvající vliv. Od římské antiky přes křesťanství a humanismus až do 18. století byla její znalost u vzdělaných lidí samozřejmostí. V některých oborech se s latinskými názvy stále pracuje, užívají se různé obraty a ve starší literatuře se najde množství latinských citátů. Protože latinských obratů, rčení a přísloví je mnoho, je seznam vybraných seřazen podle abecedy a rozdělen podle počátečních písmen do samostatných článků.

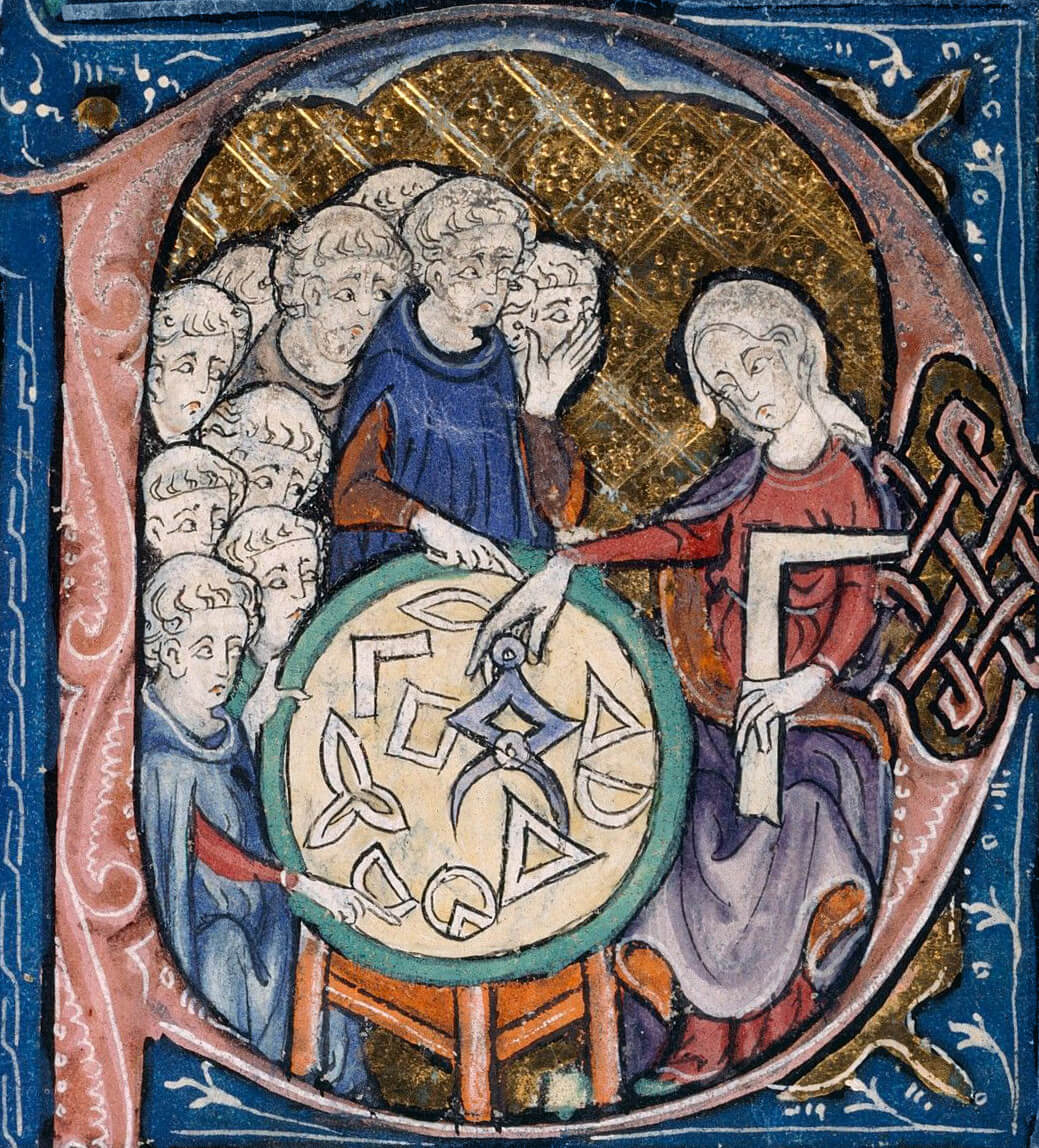
Iniciála D (Středověký rukopis: žena učí geometrii)

A
B
C
D
E
F
G
H
I
L
M
N
O
P
Q
R
S
T
U
V

## Da
- Da Deus fortunae! – „Dej Bůh štěstí!“ (pivovarský pozdrav)
- Da mihi castitatem et continentiam, sed noli modo. – „Dej mi cudnost a zdrženlivost, ale ještě ne teď.“ (Augustinus)
- Da mihi factum, dabo tibi ius. – „Dej mi skutek, právo ti dám já.“ Římská právní zásada, že strany nemají předkládat právní domněnky, ale skutky.
- Dat census honores. – „Bohatství přináší pocty.“ (Ovidius)
- Dat, dicat, dedicat (D.D.D.) – „Dává, věnuje, zasvěcuje“, na antických nápisech na oltářích a zasvěcených předmětech.
- Damnatio memoriae – „Prokletí, zrušení památky“: jména zvláště nenáviděných lidí se vymazávala z nápisů atd.

## De
- De facto – „podle skutku“, ve skutečnosti
- De gustibus (et coloribus) non est disputandum. – „O chutích (a barvách) se nediskutuje“ (scholastická zásada)
- De iure – „podle (platného) práva“, jak by to mělo být
- De minimis non curat praetor/lex  – „O maličkosti se prétor / zákon nestará“
- De mortuis nihil nisi bene(neboDe mortuis, aut bene, aut nihil) – „O mrtvých jen dobré“ (Solón)
- De nihilo nihil fit. – „Z ničeho nic nevznikne.“ (Lucretius)
- De novo – „nově“, od začátku
- De omnibus dubitandum (est) (nebo De omnibus est dubitandum) – „O všem je třeba pochybovat“ (Aristotelés)
- De profundis... – „Z hlubin volám k tobě, Bože...“ (Žalm 130)
- De re – De dicto – „o věci – o výpovědi“ (rozlišení v logice)
- De te fabula narratur – „To se vypráví o tobě!“, tebe se to týká
- Decernat – „ať rozhodne“
- Decori decus addit avito – „Ke zděděné slávě přidal slávu“
- Decus et tutamen – „Slušnost a ochrana“ (Vergilius, Aeneis), nápis na okraji britských mincí, aby se neopilovávaly
- Defensor fidei – „obránce víry“, titul britských králů, udělený Jindřichovi VIII. roku 1521 papežem.
- Deleatur – „má se vymazat, vypustit, zrušit“, korektorská značka
- Delicta carnis – „zločiny těla“
- Delictum omissivum – „přečin z nedbalosti“
- Delictum tentatum – „pokus o zločin“, nedokonaný čin
- Delirium tremens – alkoholická psychóza často spojené se třesem[1][2]
- Demon est deus inversus – „démon je převrácený bůh“
- Denegatio iustitiae – "odepření spravedlnosti" (soud odmítne projednat případ a ochránit tím určité subjektivní právo, aniž by k odmítnutí byly zákonné důvody)
- Dentata charta – „zubatý list“, hanopis
- Deo dignus vindice nodus – „Uzel, jaký by rozvázal jen bůh“
- Deo gratias – „Bohu díky“
- Deo iuvante – „S boží pomocí“
- Deo Optimo Maximo (D. O. M.) – „Bohu nejlepšímu a největšímu“, na náhrobcích
- Deo parere libertas – „Svoboda je poslouchat Boha“
- Deo volente, nobis viventibus – „bude-li Bůh chtít a my naživu“
- Desinit morbus, incendium extinguitur – „nemoc přestává jako vyhasíná požár“
- Deum cole, regem serva. – „Boha uctívej a králi služ“
- Deus caritas est. – „Bůh je láska“ (Bible, 1J 4,8), biskupské heslo Josefa Koukla
- Deus ex machina – o bohu, který se v antickém divadle snesl na scénu na jeřábu; přeneseně: nečekané, nepravděpodobné rozuzlení
- Deus in minimis maximus – „Bůh je největší v tom nejmenším“ (Augustinus)
- Deus lo vult –„Bůh to (tak) chce“, středověké heslo
- Deus, Rex, Patria – „Bůh, král, otčina“

## Di
- Di meliora dent – „Kéž dají bohové lepší (časy)“
- Dis aliter visum – „bohům se uzdálo jinak“
- Dic cur hic – „Řekni, proč jsi zde“
- Dictum – „řečené“, výrok, sentence, citát
- Dictum, factum – „řečeno a uděláno“
- Dictum sapienti sat (est) – „Moudrému stačí slůvko“, srv. české „Moudrému napověz, hloupého trkni“ nebo „Moudrému napověz, hloupému dolož“
- Diem perdidi – „ztratil (promarnil) jsem den“, výrok císaře Tita
- Dies ater – doslova „černý den“, den neúspěchu, např. prohrané bitvy
- Dies irae – „den hněvu“, Božího soudu; začátek hymnu Tomáše z Celana, často zhudebněného
- Dies levat luctum – „čas zmírňuje bolest“
- Difficile dictu – „těžko vyslovit“, vypustit z úst
- Difficile est satiram non scribere. – „Těžko nepsat satiru“, kdo by ji (dnes) nepsal? (Iuvenalis)
- Dignus est intrare – „Je hoden vstoupit“
- Disce sapere - „Uč se moudrým býti“ (zkrácená verze Komenského Veni, puer, disce sapere)
- Discite iustitiam moniti et non temnere divos! – „Napomínám (vás), učte se spravedlnosti a nepohrdejte bohy!“ (Vergilius, Aeneis 6,620)
- Disjecta membra – „rozptýlené údy“, bez ladu a skladu
- Ditat Deus – „Bůh obohacuje“, motto státu Arizona
- Dixi et salvavi (servavi) animam meam – „Řekl jsem (to) a zachránil (tím) svou duši“; mám čisté svědomí, protože jsem varoval, napomenul atd. (Bible, Ez 3,19)
- Divide et impera – „Rozděl a panuj“ (patrně až novověké rčení, citováno u Machiavelliho, připisováno francouzskému králi Ludvíkovi XI.)

## Do
- Do ut des – „Dávám, abys mi dal“, princip „něco za něco“
- Docendo discimus – „Učíme se učením“, vyučováním (Seneca, Dopisy Luciliovi I.7.8)
- Docta ignorantia – „Poučená nevědomost“, (Mikuláš Kusánský)
- Doctor – „učitel“
- Dolo agit – „jedná lstivě“
- Dolus malus – „zlovolný klam“, podvod
- Dolus non praesumitur – „klamání se nepředpokládá“
- Domi leones, foris vulpes. – „Doma lvi, venku lišky“
- Domine, conserva nos in pace. – „Pane, zachovej nás v míru“
- Domine dirige nos – „Pane, veď nás“, heslo města Londýn
- Domine, salvam fac reginam – „Pane, zachraň královnu“
- Domine, salvum fac regem – „Pane, zachraň krále“
- Dominus Illuminatio Mea – „Bůh je mé světlo“ (heslo univerzity Oxford)
- Dominus providebit – „Pán se postará“, Abraham svému synu Izákovi na otázku, kde je zvíře k oběti (Bible, Gn 22,8)
- Dominus vobiscum – „Pán s vámi“, liturgický pozdrav
- Dona dantur insuper – „dary přicházejí shůry“
- Donec eris felix, multos numerabis amicos. Tempora si fuerint nubila, solus eris – „Dokud budeš šťastný, budeš mít mnoho přátel; pokud se časy zamračí, budeš sám“ (Ovidius, Tristia I.9.5)
- Dosis (sola) facit venenum – „(Jen) dávkování dělá jed“, co je v malém lék, je ve velké dávce jed (Paracelsus)
- Draco dormiens nunquam titillandus. – „Spícího draka nikdy nedrbej.“
- Dramatis personae – „osoby dramatu“, seznam postav

## Du
- Dubium est initium sapientiae– „Pochybování je počátek moudrosti.“ (Descartes)
- Dubia, dubius – „pochybný, nejistý“
- Duc aut dota– „buď si ji vezmi, nebo vybav„“ („pojmi za choť nebo dej výbavu“[3]) – zásada kanonického práva platící pro svůdce a svedenou ženu
- Duces tecum – „vezmi s sebou“ v anglickém právu
- Dulce bellum inexpertis. – „Válka se líbí těm, kdo ji nezažili.“ (Erasmus Rotterdamský)
- Dulce et decorum est pro patria mori. – „Dobré a záslužné je zemřít pro vlast“ (Horatius, Carmina 3.2.13)
- Dulce et utile – „Příjemné a užitečné“
- Dum colosseum stabit, Roma stabit; dum Roma stabit, mundus stabit – „dokud stojí Koloseum, stojí i Řím; dokud stojí Řím, stojí i svět“ (Beda Ctihodný)
- Dum Roma deliberat Saguntum perit. – „Než se Římané rozhodli, Saguntum padlo“. Saguntum bylo spojencem Říma proti Hannibalovi.
- Dum spiro, spero – „Dokud dýchám, doufám“ (Cicero, Dopisy Attikovi)
- Dum differtur, vita transcurrit – „Jak (všechno) odkládáme, život utíká“ (Seneca, Listy Luciliovi)
- Duo cum faciunt idem, non est idem – „Když dva dělají totéž, není to totéž“
- Duobus litigantibus tertius gaudet – „Když se dva přou, třetí se raduje“
- Duodecim tabulas – „Dvanáct desek“, starý římský zákoník
- Dura lex, sed lex – „Zákon je tvrdý, ale je to zákon“, „Tvrdý zákon, ale zákon.“ (Ulpianus, Digesta 40, 9, 12, 1) – zákon je třeba dodržovat, i když se zdá být tvrdý
- Durum patientia vincit – „trpělivost přemáhá i tvrdé“